# Ajn Halakim
Ajn Halakim (arab. عين حلاقيم) – miasto w Syrii, w muhafazie Hama. W 2004 roku liczyło 1216 mieszkańców.